# Agathocles
Agathocles – belgijski zespół muzyczny grający grindcore. Zespół powstał w roku 1985, działa do dziś. Cechą charakterystyczną zespołu jest wydawanie ogromnej ilości splitów w postaci siedmiocalowych EP.

## Muzycy

### Obecny skład zespołu
- Jan Frederickx "Jan AG", "Farenheit AGX" - gitara basowa, growl (1985 - )
- Nils Laureyns - perkusja (2007 - )

### Byli członkowie zespołu
- Burt Beyens - perkusja (1990–2002)
- Erwin - perkusja (1985–1990), gitara basowa (1991)
- Roel Tulleneers - perkusja (2002–2007)
- Ronny - gitara basowa (1987–1989)
- Dirk Vollon - gitara basowa (1991–1992)
- Jakke - gitara elektryczna (1987–1990)
- Guy - gitara elektryczna (1989–1990)
- Domingo Smets - gitara elektryczna (1990–1991)
- Chriss Ons - gitara elektryczna (1991–1992)
- Steve - gitara elektryczna (1992–1995)
- Matty Dupont - gitara elektryczna, growl (1995–1998)
- Tuur (zmarły) - growl na czas trasy "Reign of Terror"
- Dirk Cuyks - gitara elektryczna, growl
- Tony (zmarły) - growl na czas trasy "Permanent Death"

## Dyskografia
- (1987) Rehearsal 21/11/1987 (demo)
- (1988) Cabbalic Gnosticism (demo)
- (1988) If This Is Gore, What's Meat Then (Split with Riek Boois) (split)
- (1989) Live In Gierle (demo)
- (1989) Agathocles / Disgorge Split (split)
- (1989) Who Profits? Who Dies? (split)
- (1990) Morally Wrong (Split with Violent Noise Attack) (split)
- (1990) Supposed it was you (Split with Drudge) (split)
- (1990) Fascination of Mutilation (EP)
- (1990) If This Is Cruel What's Vivisection Then? (EP)
- (1991) Split 12" LP with Lunatic Invasion (split)
- (1991) Putrid Offal / Agathocles (split)
- (1991) Agathocles / Smegma Split (split)
- (1991) Traditional Rites: Agathocles/Blood (split)
- (1991) Hail To Japan / Split With Psycho (split)
- (1991) Agarchy (EP)
- (1992) Theatric Symbolisation Of Life (kompilacja)
- (1992) Use Your Anger (kompilacja)
- (1992) Cliché? (EP)
- (1993) Agathocles / Social Genocide (split)
- (1993) Blind World (split)
- (1993) Contra las Multinacionales Asesinas Acción Directa / Starvation (split)
- (1993) War Scars / Split With Kompost (split)
- (1993) Distrust And Abuse (EP)
- (1993) Live in Mannheim (split)
- (1993) Agathocles / Bad Acid Trip Split (split)
- (1993) No Use... (Hatred) (EP)
- (1993) Agathocles / Patareni Split (split)
- (1993) Agathocles / Smash The Brain Split (split)
- (1993) Provoked Behavior / Split With Man Is The Bastard (split)
- (1994) Agathocles / Audiorrea (split)
- (1994) Agathocles / Averno (split)
- (1994) Pigs in Blue / In The Grave of Noise (split)
- (1994) Black Clouds Determinate
- (1994) Is It Really Mine / Split With Punisher (split)
- (1994) Mince-Mongers in Barna (EP)
- (1994) Screenfreak / Split With Carcass Grinder (split)
- (1994) Wiped From The Surface / Split With Rot (split)
- (1994) Back To 1987 (kompilacja)
- (1995) Razor Sharp Daggers
- (1996) Bastard Breed We Don't Need / Split EP with Vomit Fall (split)
- (1996) Cheers Mankind Cheers / Asian Cinematic Superiority (split)
- (1996) Split with Autoritor (split)
- (1996) Split with Krush (split)
- (1996) The LPs: 1989-1991 (Kompilacja)
- (1996) Duplication of Hatred Volume I (split)
- (1996) Bomb Brussels (EP)
- (1996) Minced Alive (EP)
- (1996) Agonies / No Gain - Just Pain (split)
- (1996) Self Destroying Prophecy / Split With Black Army Jacket (split)
- (1996) Thanks For Your Hostility
- (1997) Agarchy / Use Your Anger (kompilacja)
- (1997) Until It Bleeds (kompilacja)
- (1997) Robotized / Boses Blut (split)
- (1997) Live and Noisy (live)
- (1997) Humarrogance
- (1997) Cold As Ice / Split With PP7 Gaftzeb (split)
- (1997) Democracide / Split With Monolith (split)
- (1997) Just Injust / Split With Shikabane (split)
- (1997) Belgiums Little Cesspool / ... And Man Made The End (split)
- (1997) Excruciating Terror / Agathocles (split)
- (1997) Society Of Steel / Split With Abstain (split)
- (1997) He Cared... They Don't / Split With Mitten Spider (split)
- (1997) Agathocles / D.I.E. Split (split)
- (1997) Agathocles /BWF Split (split)
- (1998) Gotcha! / Split with Comrades (split)
- (1998) Pressure / Split with Deadmocracy (split)
- (1998) Mincecore (kompilacja)
- (1998) Spud (split)
- (1998) Report / Split With Bloodsucker (split)
- (1998) Trash-Split With Depressor (split)
- (1999) Irritate / Agathocles / New York Against The Belzebu (split)
- (1999) Raised By Hatred / Hunt Hunters (split)
- (1999) We Never Forget!!! / Glass Eyes (split)
- (1999) To Serve... To Protect
- (1999) Agathocles / Disreantiyouthhellchristbastardassmanx (split)
- (1999) Poisonous Profit / The Malevolent (split)
- (1999) Live in Leipzig, Germany 1991 (live)
- (1999) Food Not Bombs - Jedzenie Zamiast Bomb - Benefit (8 way split)
- (2000) Mutilation / Split with Din-Addict (split)
- (2000) To serve... / Split with Disculpa (split)
- (2000) Even Shakespeare Fed the Worms / Piles Left to Rot (split)
- (2000) Kicked and Whipped / Keep On Selling Cocaine to Angels (split)
- (2000) Looking for an Answer / Agathocles (split)
- (2000) To Serve... To Protect / Rotten World But No Bore Shit!! (split)
- (2000) Mincecore History 1985-1990 Best of / Compilation, 2000[1 review, 86%]
- (2000) Leads To... / Split With Kontatto (split)
- (2001) Keep Mincing (kompilacja)
- (2001) Abortion / Agathocles / Din-Addict / Malignant Tumour (split)
- (2001) Superiority Overdose
- (2001) Agathocles / Axed Up Conformist (split)
- (2001) Mincecore History 1989-1993 (kompilacja)
- (2002) Benefits to Food Not Bombs (split z Ravage & Comrades) (split)
- (2002) Chop Off Their Trust (split)
- (2002) Until It Bleeds Again (1994-1999) (kompilacja)
- (2002) Live Aalst Belgium 1989 (split)
- (2002) No Ear For You / Rollercoaster (split)
- (2003) To Serve... To Protect / Leads To... (kompilacja)
- (2003) Agatho Grave (split)
- (2003) Front Beast / Agathocles (split)
- (2003) Your Standards (EP)
- (2003) Alive & Mincing (live)
- (2003) Cruelty For Popularity / Sodan Sankareita (split)
- (2003) Emoc T'now Modcnik Yht! / Split with Sterbe Hilfe (split)
- (2003) Live In Stavenhagen 1998 / Kaosa Turnigo (Stomachal Corrosion) (split)
- (2004) Agathocles / The Mad Thrashers (split)
- (2004) Agathocles / Kadaverficker (split)
- (2004) Live In Leipzig 2003 / ... Our Last Beer(s) (split)
- (2004) Mincemania In Bulgaria (kompilacja)
- (2005) Frost Bitten Death / Nolme (split)
- (2005) Cd-Release Party Superiority Overdose 2002 (DVD),
- (2006) Split with Permanent Death (EP)
- (2006) Mincer
- (2006) Mince Core History 1993-1996 (kompilacja)
- (2006) "For what? For who?" (split) CD with H.407